# Con đường di sản miền Trung
Con đường di sản miền Trung là tên một chương trình du lịch do Tổng cục du lịch Việt Nam phát động. Con đường di sản này có mục tiêu kết nối các di sản thế giới tại Trung Bộ, bao gồm: Vườn quốc gia Phong Nha-Kẻ Bàng (Quảng Bình); cố đô Huế với hai di sản là Quần thể di tích Cố đô Huế và Nhã nhạc cung đình Huế; tỉnh Quảng Nam với hai di sản là: Thánh địa Mỹ Sơn và đô thị cổ Hội An. Cùng với hai di sản thế giới khác là cố đô Luang Prabang và quần thể Angkor Wat, chương trình này kết hợp thành một chương trình hợp tác du lịch lớn hơn là "Lào, Campuchia, Việt Nam: 3 quốc gia - một điểm đến".